# A Disappointed Mama
A Disappointed Mama è un cortometraggio muto del 1912 scritto e diretto da Dell Henderson. Il regista interpreta anche una piccola parte nel film che ha come protagonisti Charles Murray, Madge Kirby e Charles West.

## Produzione
Il film fu prodotto dalla Biograph Company.

## Distribuzione
Distribuito dalla General Film Company, il film - un cortometraggio di 150 metri - uscì nelle sale cinematografiche USA il 26 settembre 1912. Nelle proiezioni, veniva programmato con il sistema dello split reel, accorpato in un'unica bobina con un altro cortometraggio prodotto dalla Biograph, la commedia A Mixed Affair.
Non si conoscono copie ancora esistenti della pellicola che viene considerata presumibilmente perduta.